# Fred Gaasbeek
Fred Gaasbeek (1961) is een Nederlandse kunsthistoricus en schrijver.
Gaasbeek studeerde Kunstgeschiedenis aan de Universiteit Utrecht. Hij publiceerde hij over geschiedenis, architectuur en monumenten. Als auteur, onderzoeker, redacteur werkte hij mee aan het Utrechtse Monumenten Inventarisatie Project (MIP). Daarnaast schrijft hij als onderzoeker cultuur-historische effectrapportages (CHER). 